# Musée historique Alfa Romeo
Le musée historique Alfa Romeo (en italien : Museo storico Alfa Romeo) est un musée automobile situé dans l'ancienne usine d'Arese depuis 1976. Il regroupe environ 120 modèles originaux de la marque Alfa Romeo (automobiles, bus, moteurs d'avions, etc.).

## Musée
Il est situé au sein de l'ancienne usine Alfa Romeo d'Arese, au nord de Milan, là où la production des célèbres voitures prit fin en 2003 pour être transférée sur d'autres sites du groupe Fiat. Le musée a ouvert ses portes le 18 décembre 1976. En 2006, 10 500 personnes sont venues le visiter.
Le musée est entièrement consacré aux productions de la marque Alfa Romeo qui comprennent les automobiles, les véhicules commerciaux, des locomotives, des tracteurs agricoles, des autobus, autocars et trolleybus, des trams, des moteurs marins et d'avions.
Le musée s'étend sur une surface de 4 800 mètres carrés sur six étages, répartis selon quatre différents thèmes.
Environ 120 modèles originaux Alfa Romeo y sont exposés, dont la plupart sont en état de marche. Les automobiles sont régulièrement exhibées lors de manifestations internationales importantes comme le Pebble Beach Concours d'Elegance, le Goodwood Festival of Speed, la Carrera Panamerica ou les Mille Miglia, notamment par la Scuderia Portello, une association créée en 1982 par des pilotes de voitures de course historiques Alfa Romeo
Au cours de l'année 2011, le musée a été fermé pour permettre une restructuration des locaux. Le musée rouvre ses portes le 30 juin 2015.

## Galerie de photos

Section voitures historiques
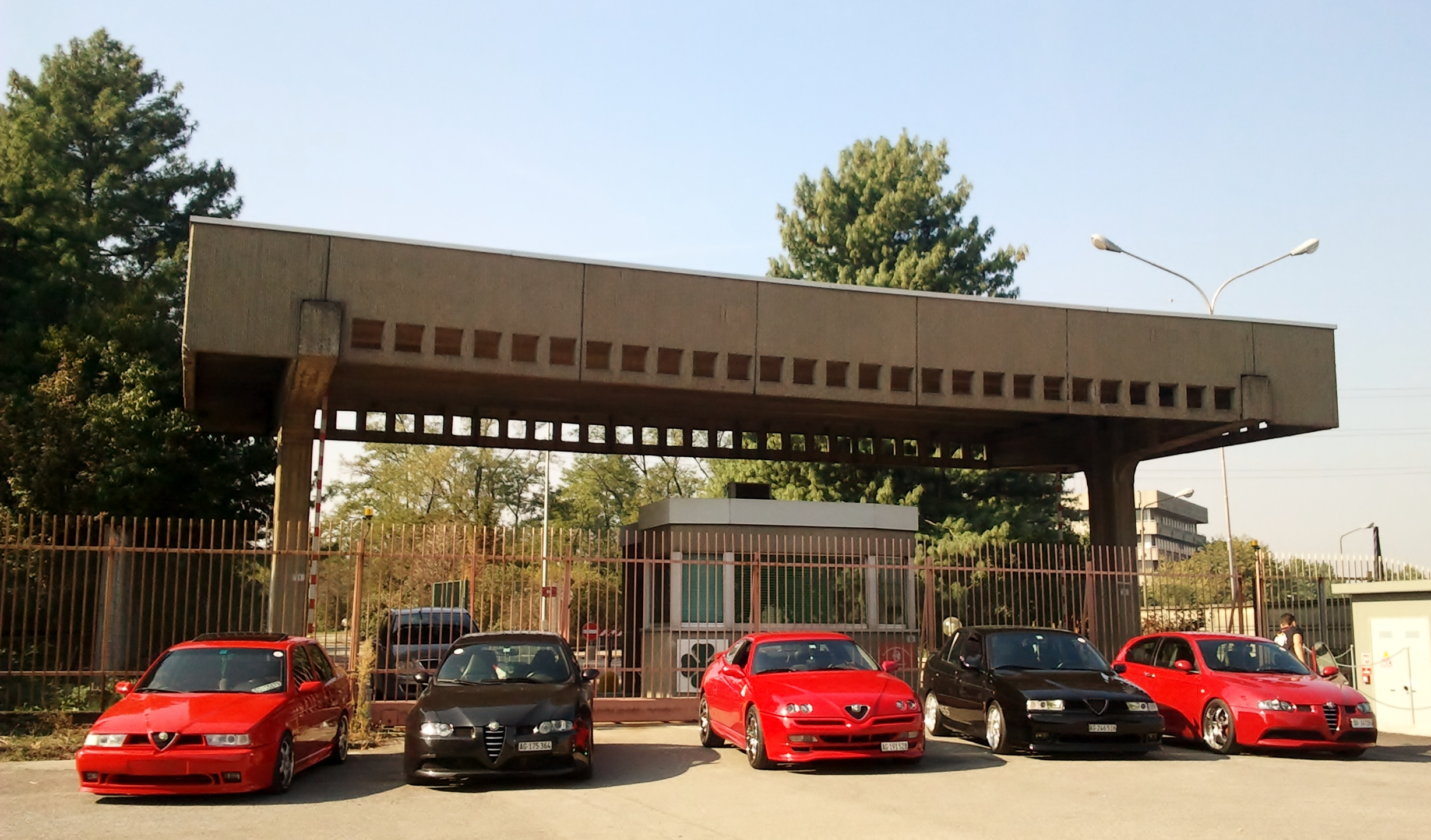
Portail d'accès au musée
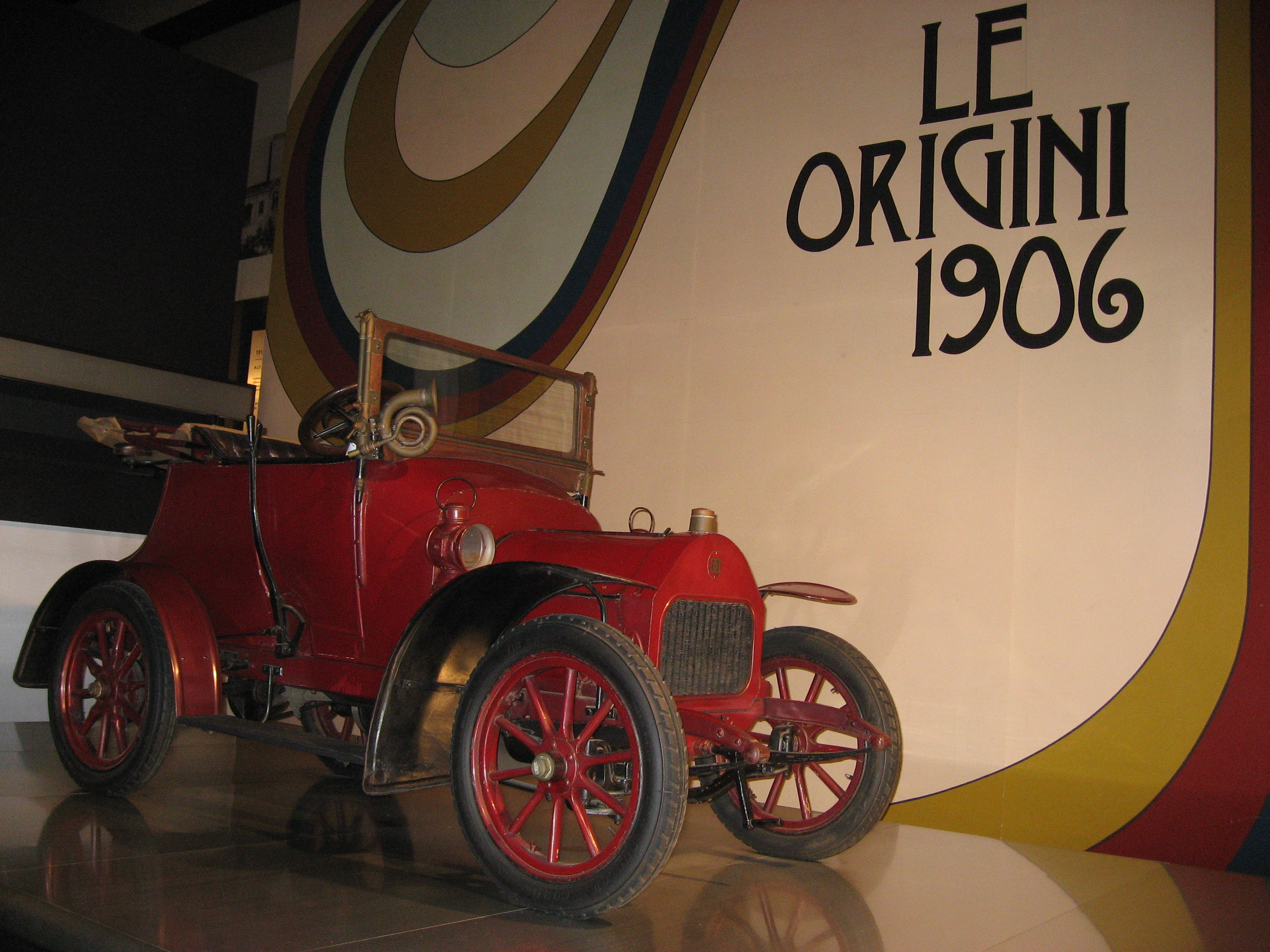
Darraq (1908)
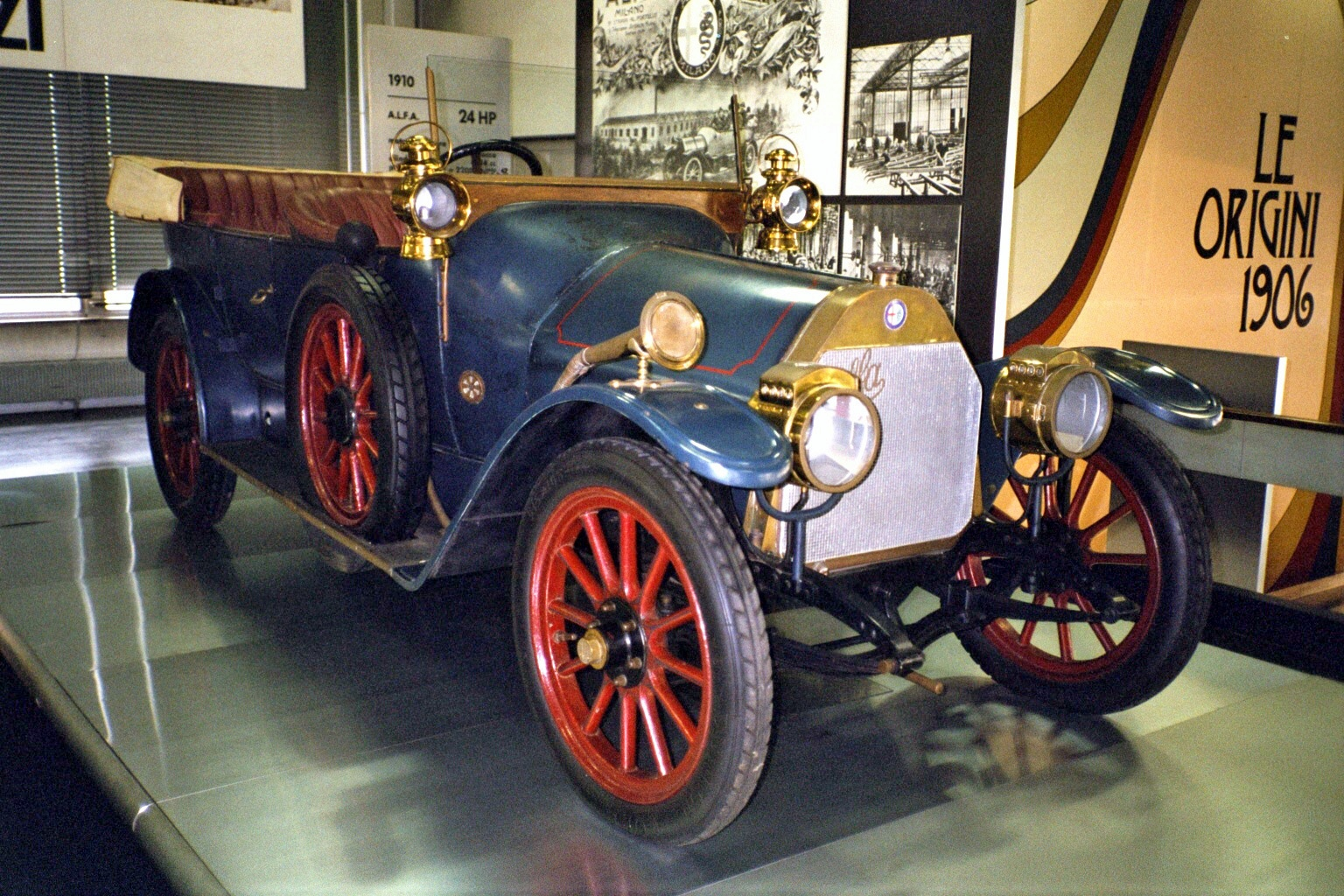
24 HP (1910)
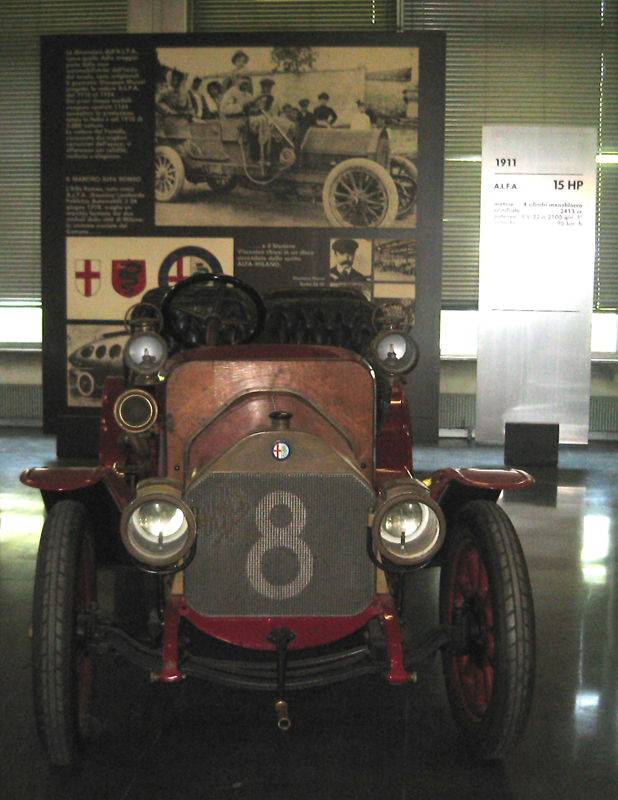
15 HP (1911)
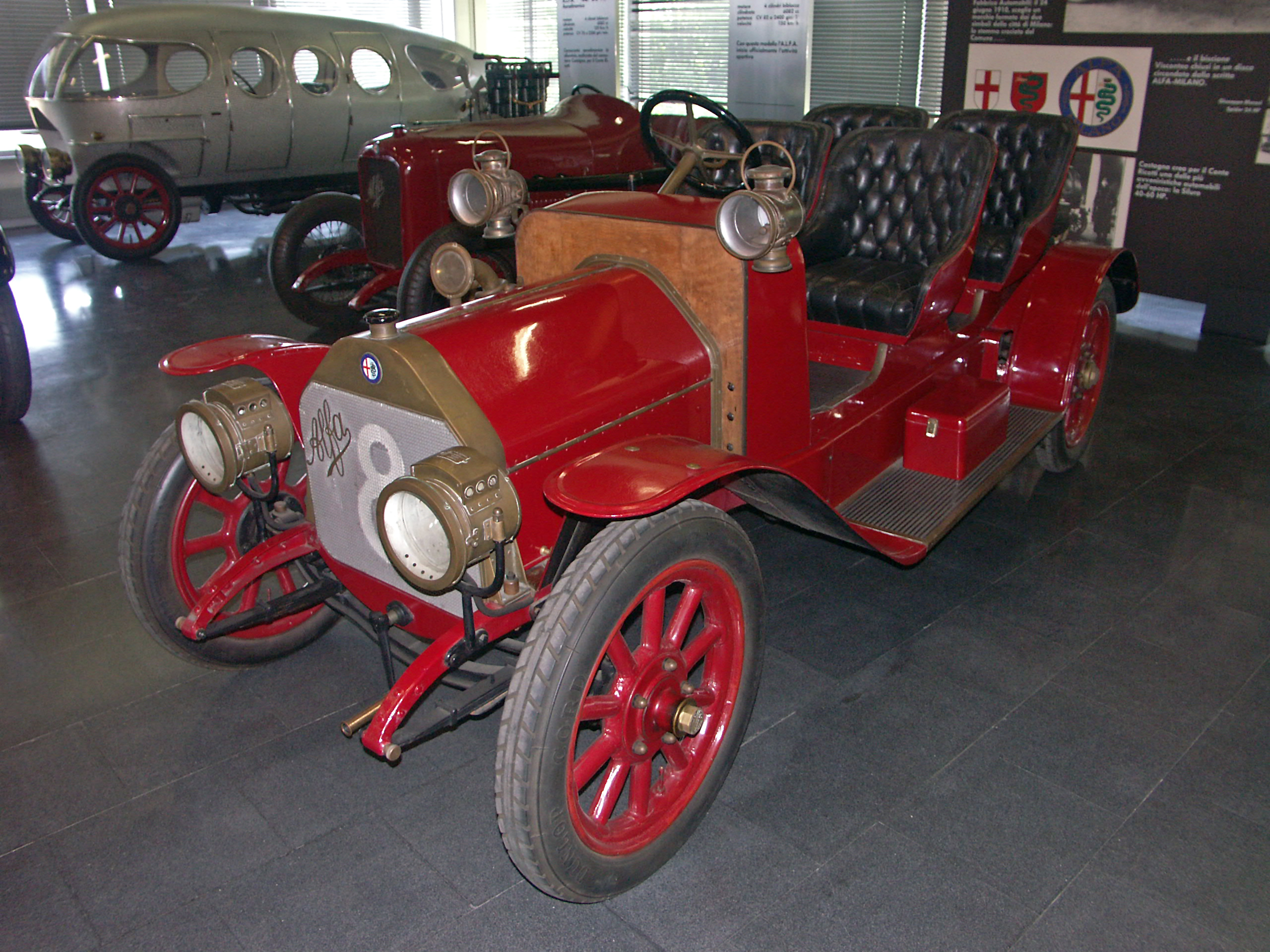
15 HP (1911)
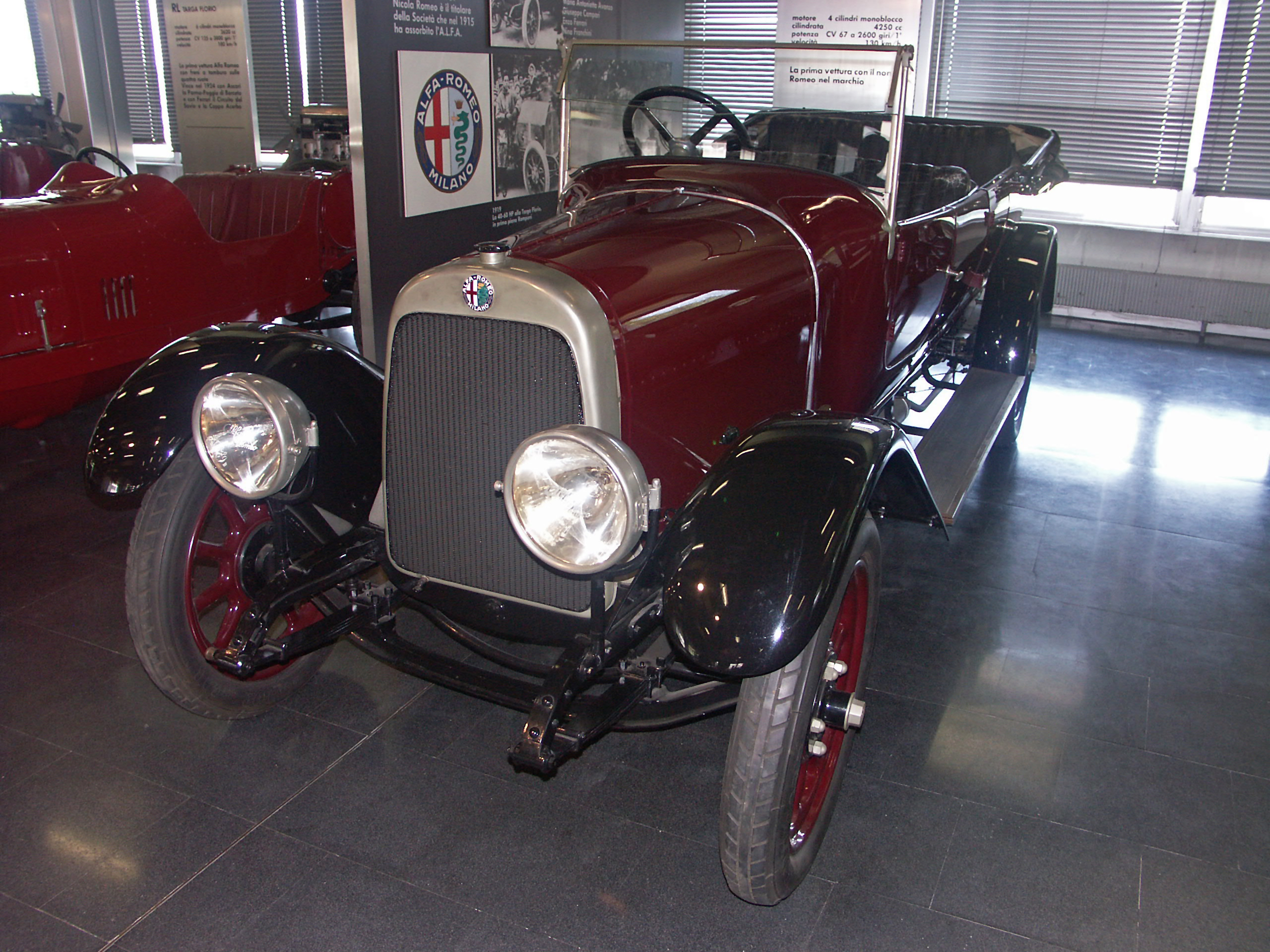
20-30 ES (1920)
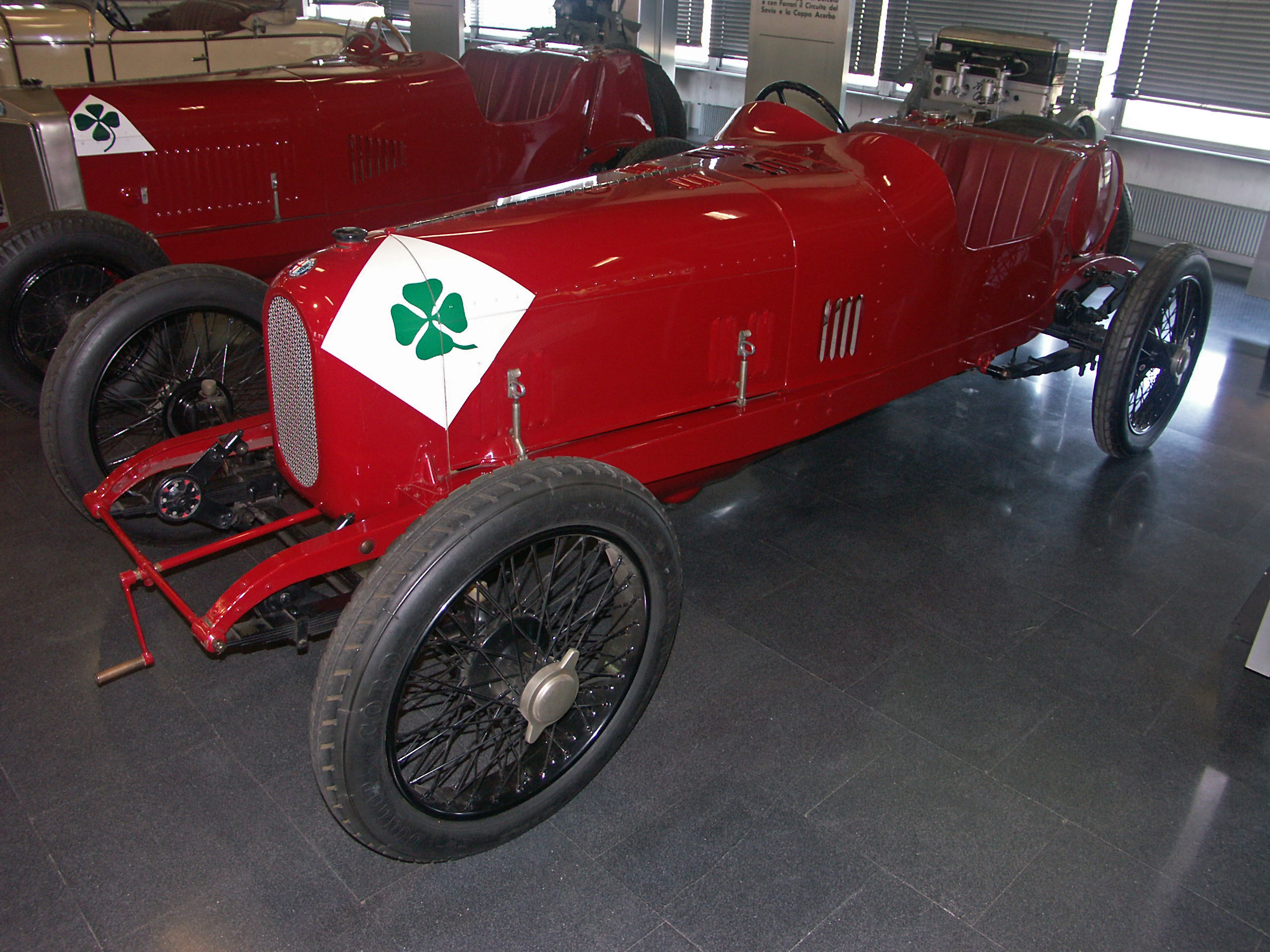
RL Targa Florio (1923)
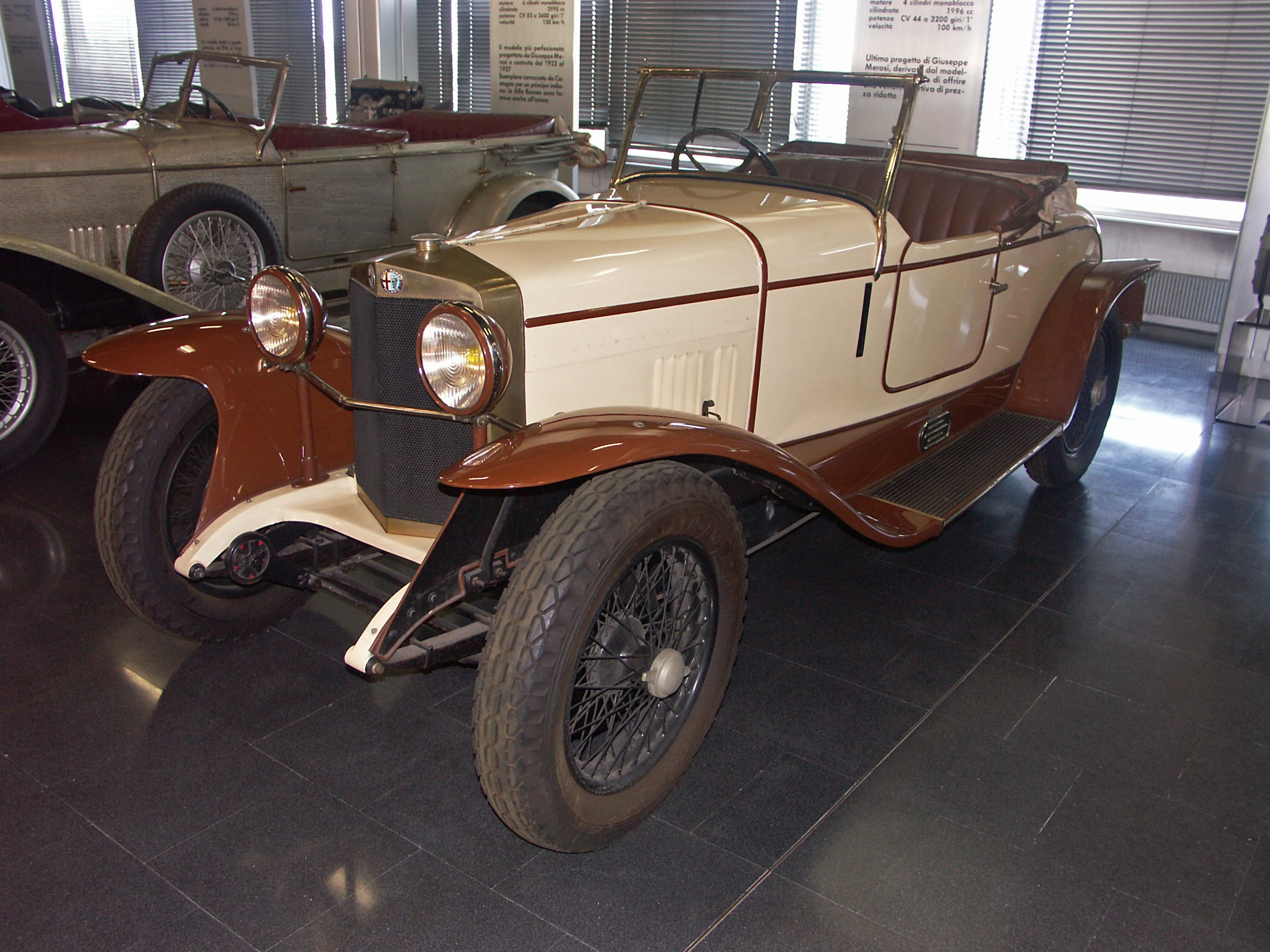
RM Sport Castagna (1924)
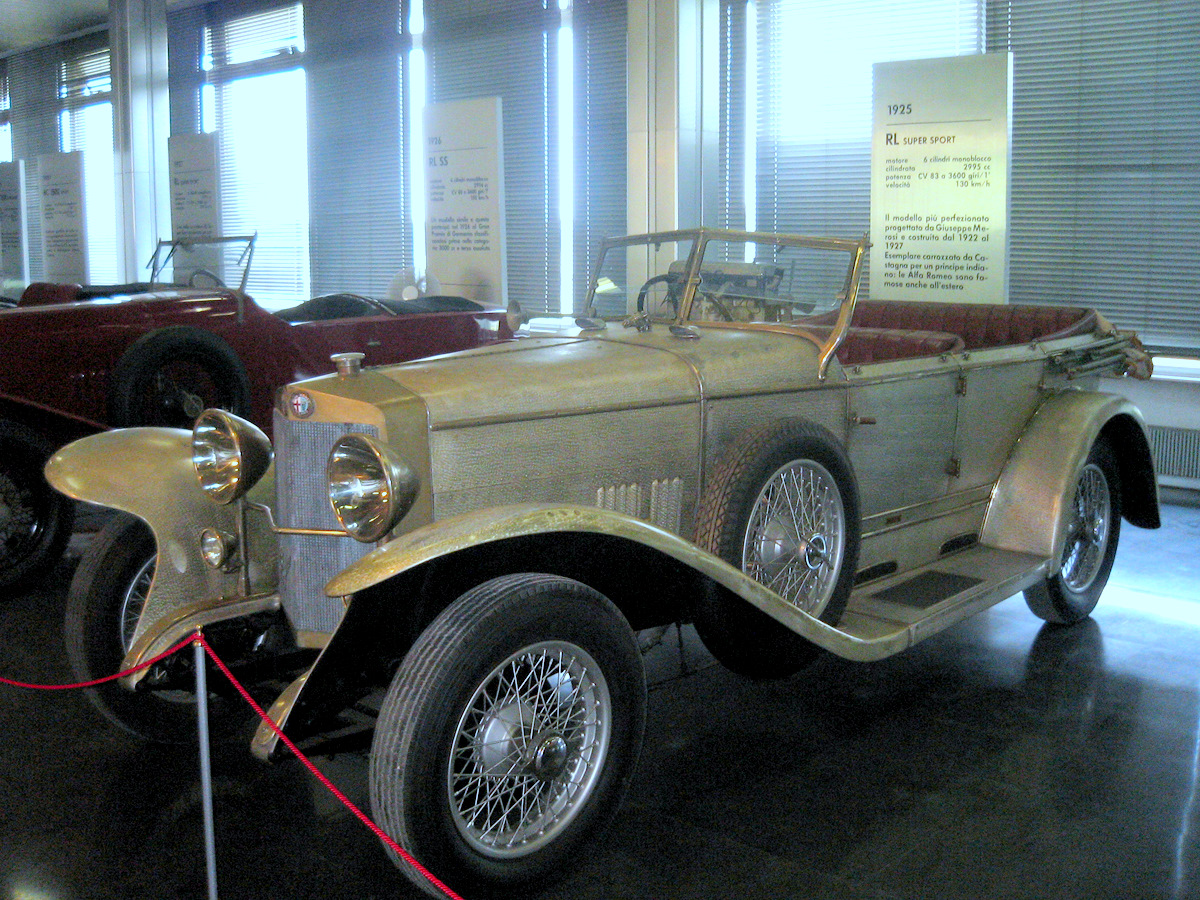
RL SS (1925)
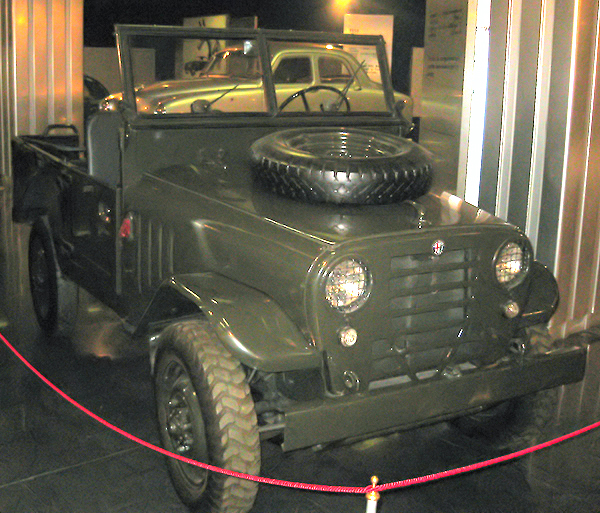
Matta (1951)
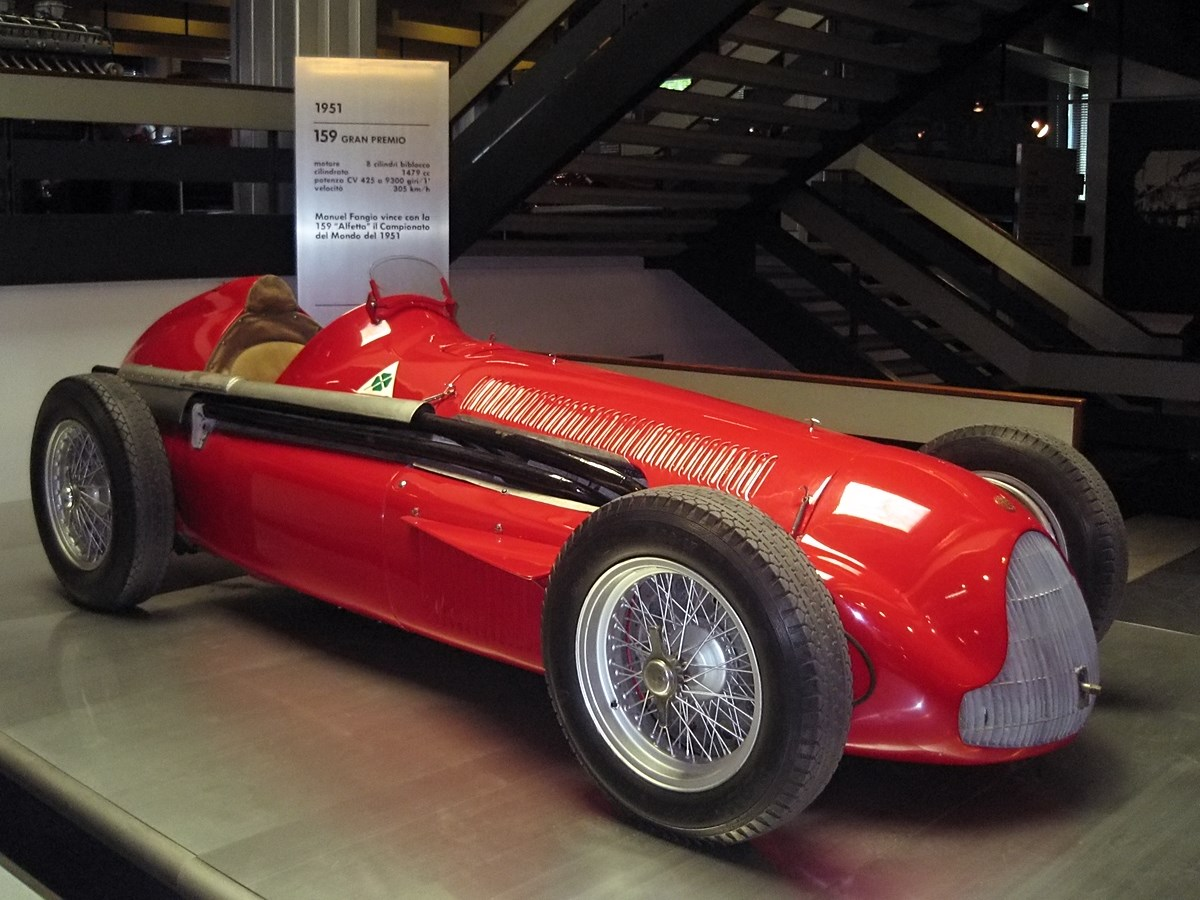
159 (1951)
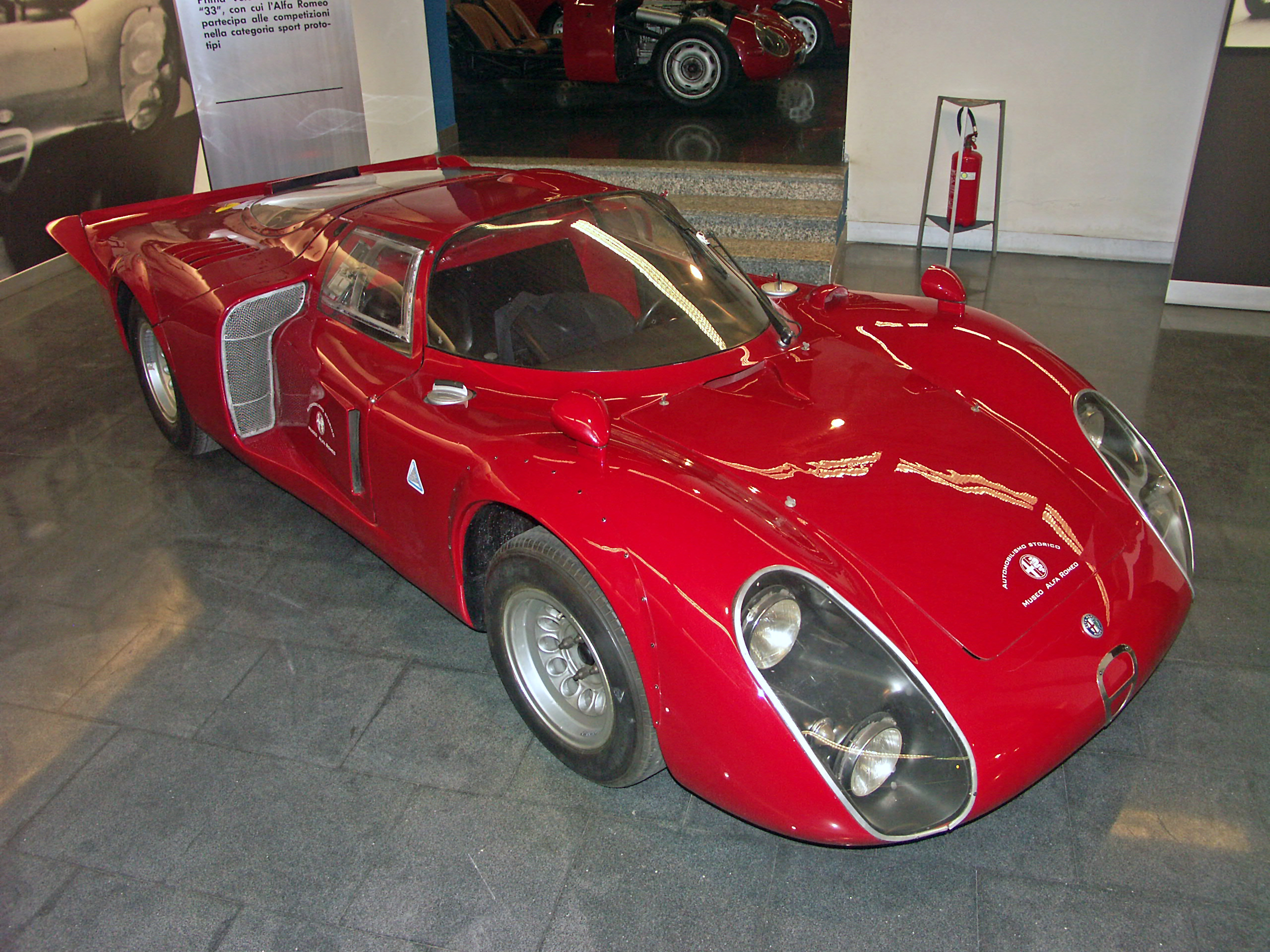
Tipo 33-2 Daytona-Coupe (1968)
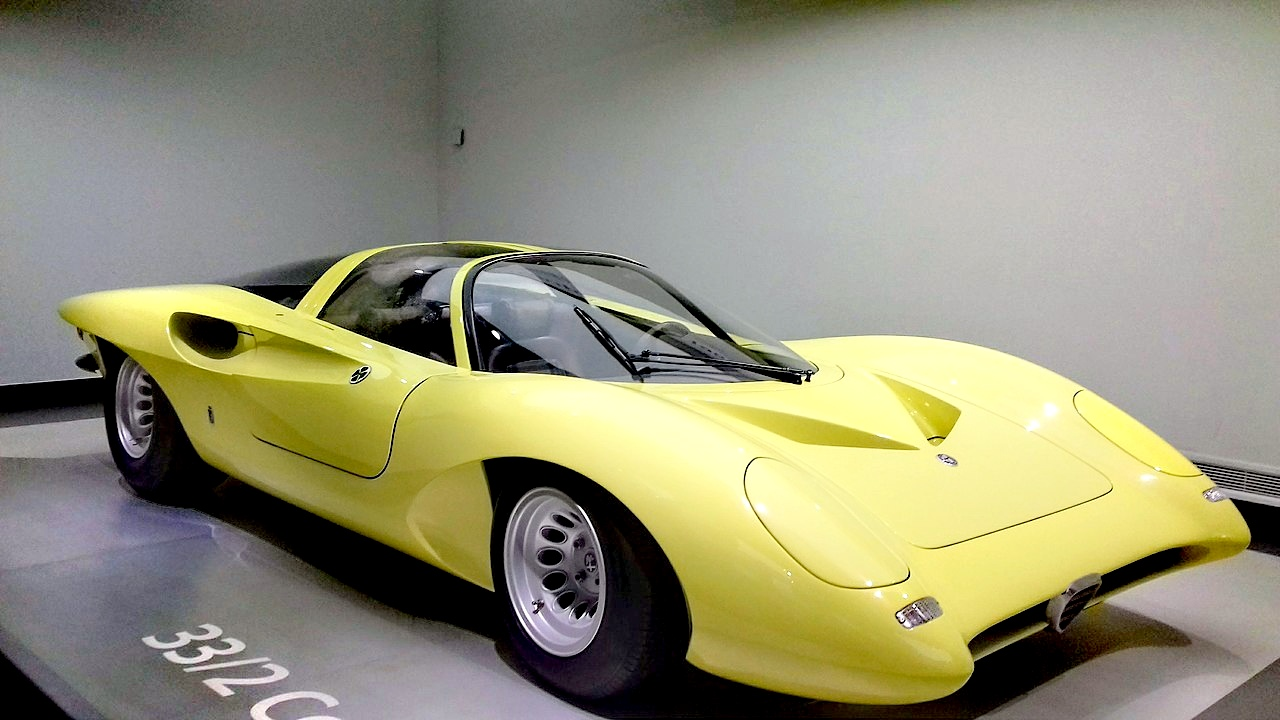
33.2 (1969)
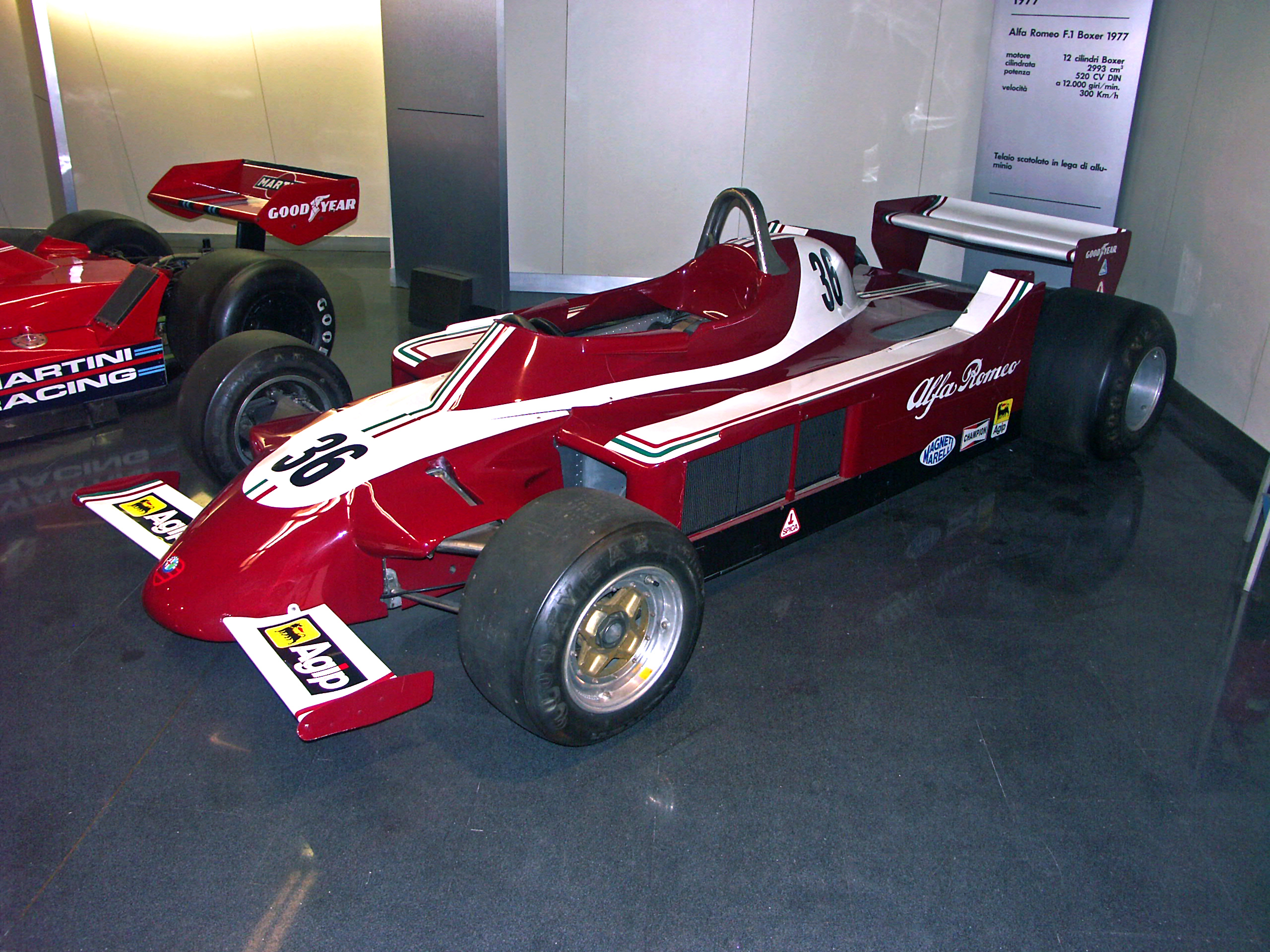
177 (1977)
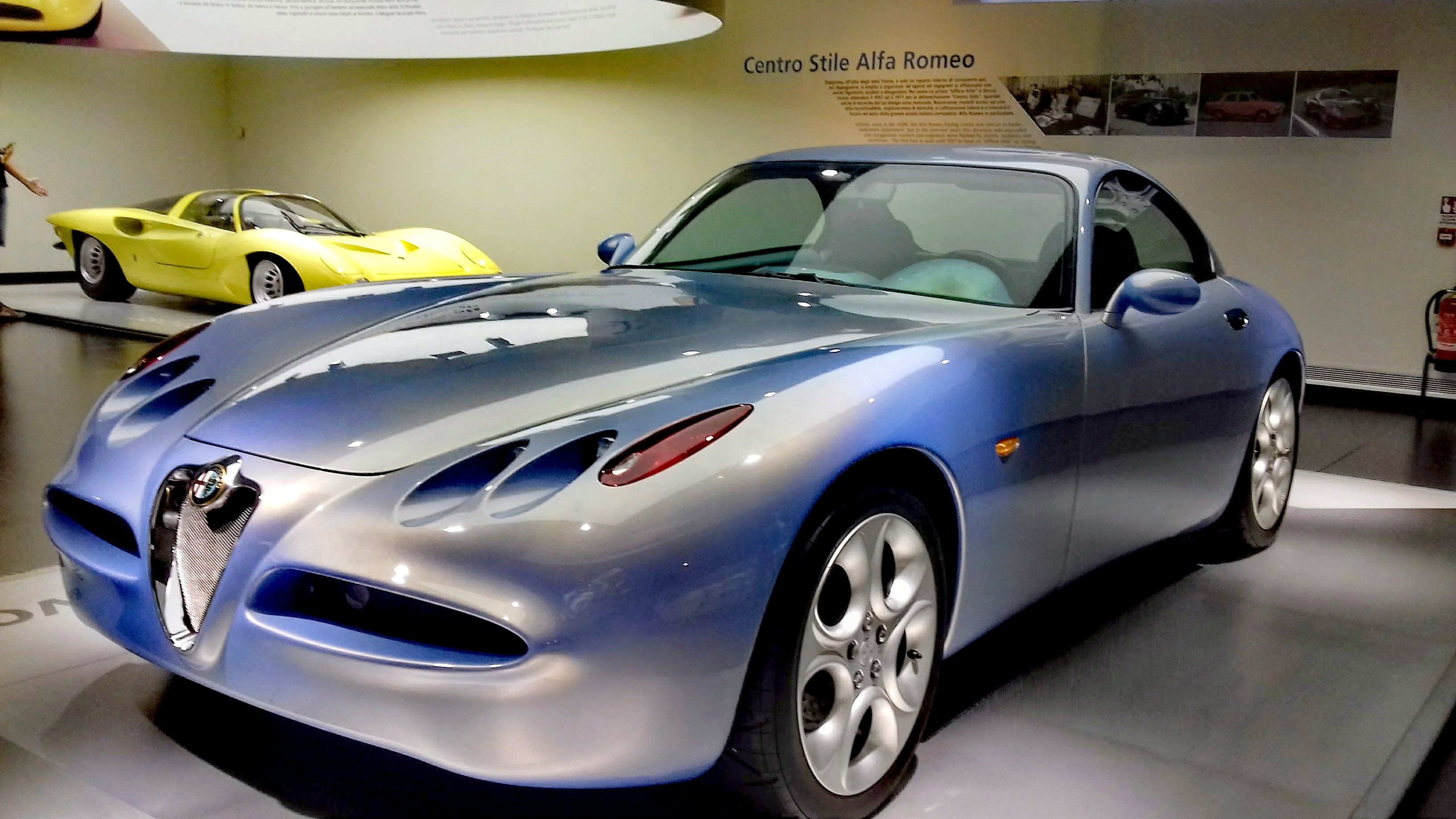
Nuvola (1996)